# Matthew Lawrence
Matthew William Lawrence, född 11 november 1980 i Abington, Pennsylvania, är en amerikansk skådespelare.

## Film
- Planes, Trains and Automobiles
- Pulse
- Tales from the Darkside: The Movie
- Mrs. Doubtfire
- The Hairy Bird
- Rusty: A Dog's Tale
- Kiki's Delivery Service
- Glow
- Big Monster on Campus
- Cheats
- The Hot Chick
- Monster Night
- The Comebacks
- Trucker
- Creature of Darkness
- Fort McCoy
- Of Silence
- My Santa

## Medverkan i TV-serier
- Dynastin
- Sara
- ABC Afterschool Special
- Gimme a Break!
- David
- Wilfrid's Special Christmas
- Joshua's Heart
- Lifestories: Families in Crisis
- The Summer My Father Grew Up
- Daddy
- Blossom
- Drexell's Class
- Walter & Emily
- With a Vengeance
- Blossom
- Superhuman Samurai Syber-Squad
- Bringing up Jack
- Brotherly Love
- Brothers of the Frontier
- Adventures from the Book of Virtues
- Angels in the Endzone
- Här är ditt liv, Cory
- H-E Double Hockey Sticks
- Horse Sense
- Girl Band
- Jumping Ship
- CSI: Miami
- Boston Public
- Melissa & Joey
- Inside Carly
- My Santa
- Melissa & Joey
- Workaholics
- Här är ditt liv, Riley